# Prinzregententorte
La prinzregententorte és un pastís present principalment a Baviera, que consisteix en almenys 7 capes fines de bescuit intercalades amb crema de mantega amb xocolata. L'exterior es cobreix amb un setinat de xocolata negra. Sol tenir 25 cm de diàmetre, i se li pot afegir melmelada d'albercoc en la capa superior, abans del setinat de xocolata.

## Origen
El pastís pren el seu nom de Leopold, príncep regent de Baviera des de 1886. El seu origen exacte segueix disputant-se entre els qui afirmen que el seu creador va ser el Johann Rottenhoeffer, cuiner del príncep regent; el reboster Anton Seidl i la signatura de rebosteria Heinrich Georg.